# Estadio Ricardo Gregor
El Estadio Ricardo Gregor es un estadio de fútbol de Paraguay ubicado en el barrio Salvador del Mundo de la ciudad de Asunción, zona conocida como Campo Grande. En dicho escenario, que cuenta con capacidad para 4000 personas, hace las veces de anfitrión el equipo de fútbol del Independiente de Campo Grande. Debe su nombre a un expresidente de la institución.

## Historia
El 3 de abril de 2011, fue habilitado el recinto para albergar un encuentro por el torneo Apertura, por primera vez en su historia en la categoría principal, entre el equipo local y el del 3 de Febrero.
El 26 de octubre de 2016 la Asociación Paraguaya de Fútbol anunció las mejoras a realizar al estadio debido al ascenso a Primera División del club Independiente. Los trabajos incluyen el sistema lumínico, vestuarios, cabinas para prensa y el empastado del campo de juego. Para fines de enero de 2017 se terminaron de instalar las torres para el sistema lumínico del estadio, el 17 de febrero se encendieron por primera vez las luces del estadio de forma exitosa.
El estadio volvió a abrir sus puertas para un partido de Primera División el 17 de marzo de 2017 cuando el local recibió y derrotó al Deportivo Capiatá por 1 a 0, por la séptima fecha del Torneo Apertura. Además se inauguraron oficialmente las mejoras introducidas y del sistema lumínico, con lo que este fue el primer partido en la historia en jugarse en horario nocturno en este reducto.
A finales del 2017 con la construcción de las graderías este la capacidad del estadio aumentó en teoría a 5500 personas. Aunque según la Asociación Paraguaya de Fútbol es para 4000 espectadores. 